# Religion en Acadie
La majeure partie de la population de l'Acadie est catholique. L'histoire de la religion en Acadie est marquée par une faible présence du clergé à ses origines et une pratique avant tout familiale. La population acadienne milite ensuite vers la fin du XIXe siècle et au début du XXe siècle pour être mieux représentée dans le clergé, alors contrôlé par les anglophones. Les communautés religieuses jouent un rôle important dans les domaines de l'éducation et de la santé jusqu'aux années 1970. La pratique religieuse est ensuite en baisse. Le catholicisme en Acadie accorde une place importante aux femmes, notamment dans le culte de Sainte Anne. Plusieurs traditions liées à la mer et à Sainte Anne sont toujours populaires. Dans le sud-est du Nouveau-Brunswick, certains Acadiens ou Chiacs pratiquaient un mélange religieux de spiritualité autochtone et de catholicisme. Des communautés protestantes sont présentes en Acadie, ainsi qu'une petite communauté juive à Moncton.

## Histoire
Les Acadiens sont à l'origine tolérants envers les autres religions et confessions car certains des fondateurs sont protestants. Le clergé n'est d'ailleurs pas très présent et s'intéresse surtout à l'évangélisation des Micmacs; en fait, la pratique de la religion est surtout une affaire familiale à cause de la pénurie de prêtres. Les Acadiens conservent la liberté de religion à la suite du traité d'Utrecht, en 1713. À la suite de la déportation des Acadiens, les relations deviennent tendues entre la population et les prêtres et évêques, qui sont désormais majoritairement Écossais ou Irlandais, et anglophones. Des prêtres acadiens sont formés à la suite de l'ouverture du Collège Saint-Joseph en 1865 mais ceux-ci sont envoyés principalement dans des régions anglophones. Un débat pour l'acadianisation du clergé commence dans les années 1880 et un premier évêque, Édouard Alfred Leblanc, est nommé en 1913. Un mouvement s'organise ensuite pour demander au pape une meilleure représentation dans le clergé, malgré l'opposition des anglophones, avec succès. La demande de créer un archevêché à Moncton cause encore plus d'opposition mais est aussi acceptée en 1936. Le diocèse d'Edmundston en est détaché en 1944 alors que le diocèse de Yarmouth est séparé d'Halifax en 1953. La foi catholique reste liée à l'acadianité jusque dans les années 1940, où une majorité des membres de l'élite sont soit des religieux, soit ont été formés dans des collèges catholiques. Les communautés religieuses occupent une place fondamentale dans les secteurs de l'éducation et de la santé jusqu'aux années 1970. Comme dans plusieurs régions du monde, la pratique religieuse baisse ensuite alors que le nombre de prêtres est en baisse et que certaines paroisses ne sont même plus desservies. La foi catholique reste toutefois importante pour une bonne partie de la population mais son lien avec l'acadianité devrait être différent dans l'avenir selon l'historienne Naomi Griffiths.

## Organisation

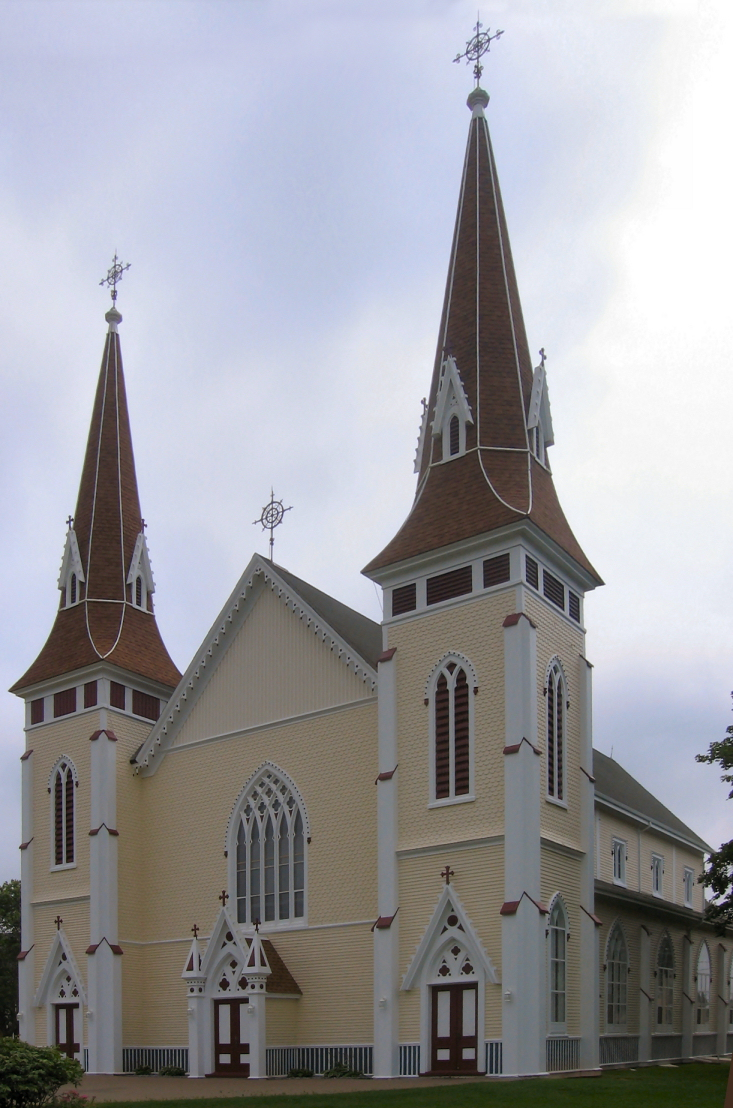
Église Saint-Jean-Baptiste de Miscouche

Les Acadiens sont majoritairement catholiques. L'archidiocèse de Saint-Jean recouvre tout le territoire de Terre-Neuve-et-Labrador, l'archidiocèse de Moncton comprend tout le Nouveau-Brunswick alors que l'archidiocèse de Halifax couvre à la fois la Nouvelle-Écosse et l'Île-du-Prince-Édouard.

## Interprétation et traditions acadiennes
L'interprétation du catholicisme en Acadie accorde une place importante aux femmes, une situation démontrée par le grand nombre d'églises dédiées à une sainte, aux cathédrales qui sont dédiées à Marie ou à Sainte Anne et au fait que deux communautés religieuses féminines, soit la Congrégation des Filles de Marie de l'Assomption et la Congrégation des Religieuses de Notre-Dame du Sacré-Cœur, ont été fondées, contrairement aux communautés masculines, qui proviennent toutes du Québec ou de France. Le culte de Sainte-Anne est en fait très important et l'imposition de Marie de l'Assomption comme sainte-patronne n'y a rien changé. La mer occupe aussi une place importante dans la religion, notamment par la célébration toujours très populaire du dimanche des pêcheurs et de la bénédiction des bateaux.